# Eubranchus horii
Eubranchus horii is een slakkensoort uit de familie van de knuppelslakken (Eubranchidae). De wetenschappelijke naam van de soort werd in 1960 voor het eerst geldig gepubliceerd door Baba.